# Макдональд, Гордон (геолог)
Гордон Эндрю Макдональд (англ. Gordon Andrew MacDonald; Бостон, 15 октября 1911 — Оаху, 20 июня 1978) — американский вулканолог, президент Международной Ассоциации Вулканологии и химии земных недр (1967—1971), известный автор книг о вулканах.

## Биография
Родился 15 октября 1911 года в Бостоне в семье Джона Остина Макдональда, поставщика вин в отели. Отец лишился дохода в результате сухого закона 1920 года и умер в 1922 году. В 1926 году мать Грэйс с детьми переехала в Калифорнию.
В 1928 году окончил среднюю школу Гарфилд в Восточном Лос-Анджелесе.
В 1933 году окончил геологический факультет Калифорнийского университета в Лос-Анджелесе. Дипломная работа: «Происхождение полосчатых гнейсовых диоритов и трахитоидов в Сан-Рафаэль и Вердуго-Хиллз, Лос-Анджелес, Калифорния». В следующем году написал магистерскую диссертацию «отложения Санта-Моника, залив Калифорния», и отправился в Калифорнийский университет в Беркли.
В 1936 году увлёкся вулканами, благодаря семинарам и руководству вулканолога Уильямса (Howel Williams; 1898—1980).
В 1939 году Гарольд Стернс пригласил его изучать грунтовые воды на Гавайях. Одновременно изучал и описывал извержение вулкана Мауна-Лоа в 1940 и 1942 годах. Началась совместная работа с вулканологом Томасом Джаггаром (1871—1953), затем переехал в Гонолулу.
1 апреля 1946 года на Гавайи обрушилось Алеутское цунами, он был в составе учёных изучавших его для Гавайской ассоциации сахарных плантаций.
С 1948 года сотрудничал с Геологической службой США и Гавайским вулканическим национальным парком. C 6 января 1949 года изучал извержение на Мауна-Лоа, длившееся 6 лет.
В 1951—1956 годах работал в Гавайской вулканической обсерватории, был её директором. Наблюдал извержения Килауэа 1952, 1954 и 1955 годов.
С 1958 года работал в Гавайском Институте геофизики и на кафедре геологии и геофизики Гавайского университета.
Скончался 20 июня 1978 года на гавайском острове Оаху.

### Семья
- жена Рут Макдональд (Binkley)
- сестра Джанет
- дети: Джон, Дункан, Джеймс и Билл.

## Членство в организациях
1967—1971 — президент Международной Ассоциации Вулканологии и химии земных недр (IAVCEI)

## Память
В честь него названы:
- Гора Макдональд в Тубуаи.
- Горячая точка (геология) Макдональд (Macdonald hotspot)
- Минерал макдональдит (macdonaldite, ИМА 1964—010) — этот силикат был найден в предгорьях Сьерра-Невада, Калифорния.